# Салала (футбольный клуб)
«Салала» — оманский футбольный клуб, базирующийся в Салала, выступающий в Оманской Премьер-лиге. До 2010 года клуб носил название «Аль-Хилал», но при повышении в классе, учитывая распространённость такого имени среди арабских клубов, руководство команды решило сменить название на более уникальное, по имени города клуба.

## История выступлений
| Сезон   | Дивизион     | Место       | Кубок |
| ------- | ------------ | ----------- | ----- |
| 2009/10 | 1 див.       | 1-е (Гр. B) |       |
| 2010/11 | Премьер-Лига | 7-е         |       |
| 2011/12 | Премьер-Лига | 10-е        |       |
| 2012/13 | Премьер-Лига | 13-е        |       |